# 591 هـ
591 هـ هي سنة في التقويم الهجري امتدت مقابلةً في التقويم الميلادي بين سنتي 1194 و1195.

## أحداث
- معركة الأرك

## مواليد
- ابن فلوس.
- مؤيد الدين بن العلقمي.

## وفيات
- الزرنوجي